# Růžovec zákulovitý

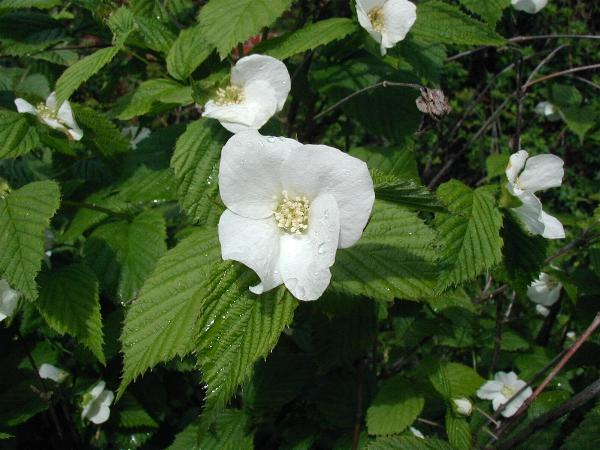
Květ

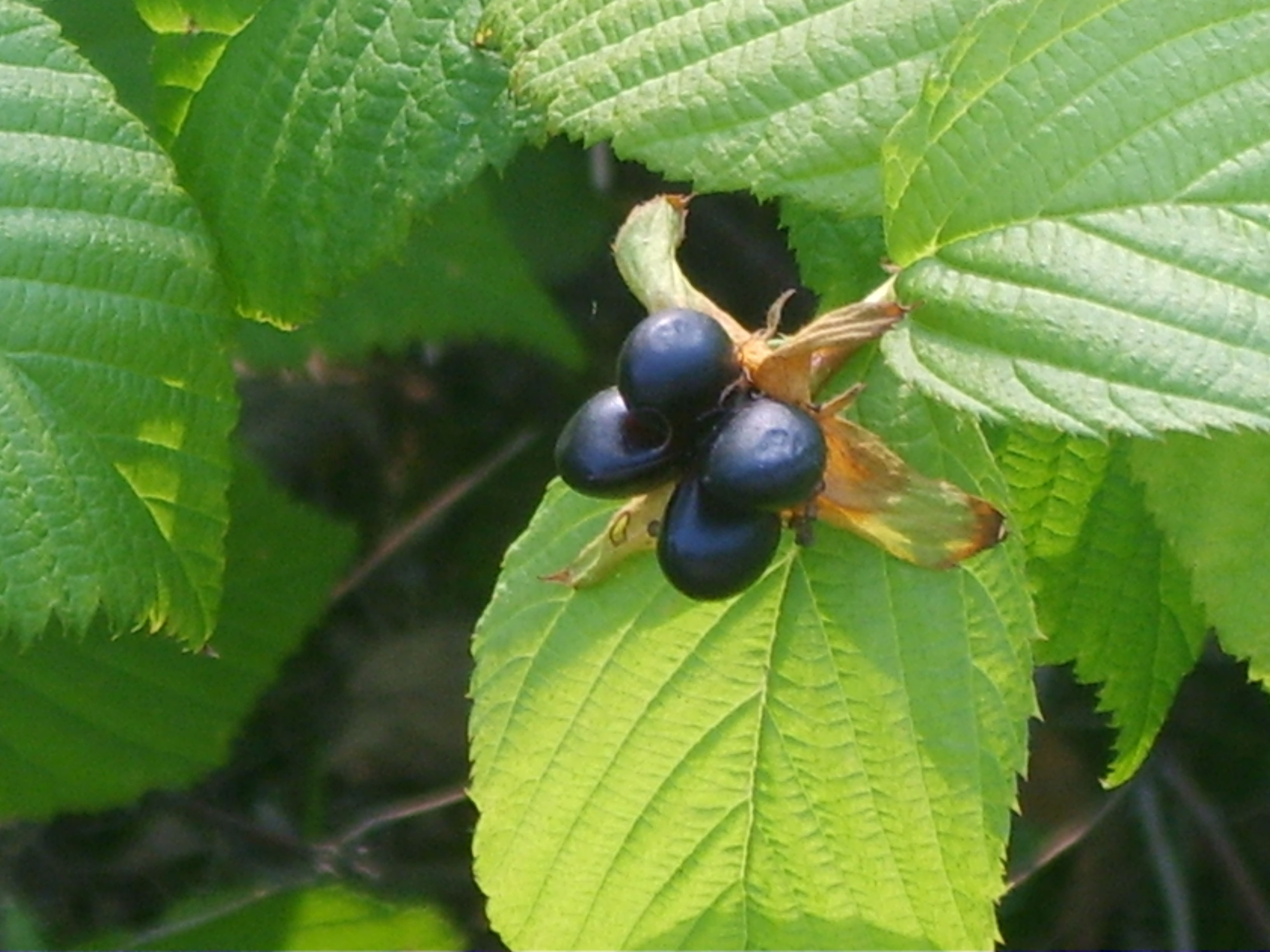
Plody

Růžovec zákulovitý (Rhodotypos scandens), někdy též růžovec bělokvětý, je východoasijský, opadavý, beztrnný, až 2 m vysoký keř kvetoucí bílými, čtyřčetnými květy. Je jediným druhem rodu růžovec a za jeho domovinu je považován japonský ostrov Honšú, Korejský poloostrov a čínské provincie An-chuej, Če-ťiang, Che-nan, Chu-pej, Kan-su, Liao-ning, Šan-si, Šan-tung a Ťiang-su. Růžovec zákulovitý je vysazován v parcích jako solitéra nebo bývá součásti živého plotu.

## Rozšíření
Dřevina byly pro své květy introdukována roku 1866 z Dálného východu do Evropy a následně v roce 1884 byla vysázena v Královské oboře v Praze. Později byla ze stejného důvodu zavedena i na severovýchod Spojených států amerických a do jihovýchodní Kanady.
Ze zahrad se lehce šíří semeny do volné krajiny, kde pak vyrůstá v okolí lidských sídel a zahrad, v lesních lemech a křovinách i v příměstských oblastech na lidmi narušovaných stanovištích. V České republice byla v přírodě poprvé zjištěná roku 1990.

## Ekologie
Růžovec zákulovitý roste ve své domovině na křovinatých a lesnatých svazích i v horských údolích v nadmořské výšce do 800 m. Snáší plně oslunění i částečný stín, upřednostňuje vlhké a dobře odvodněné místo, nevadí mu znečištěné městské ovzduší i mírně zasolená půda. Je nenáročný a přizpůsobivý a dá se snadno tvarovat. Jen v nejtužších zimách může zmrznout až k zemi, ale na jaře dobře obráží. Kvete od dubna do června, plody dozrávají od července do září. Ploidie druhu je 2n = 18.

## Popis
Opadavý, bohatě větvený, hustý keř s 1,5 až 3 m vysokými, štíhlými letorosty větvenými v ostrém úhlu. Obloukovitě ohnuté větve jsou zelenavě hnědé, lysé, bez trnů a jsou porostlé vstřícnými listy s řapíkem 5 mm dlouhým. Listové čepele s výrazně zpeřenou žilnatinou jsou vejčité, 4 až 10 cm dlouhé a 2 až 6 cm široké, u báze klínovité nebo okrouhlé, na konci špičaté, po obvodě dvojitě ostře pilovité a na rubu řídce chlupaté. Mají šídlovité, celokrajné, opadavé palisty asi 8 mm dlouhé. Listy opadávají s nástupem zimy, ale někdy suché přečkávají na rostlině až do jara.
Květy jsou bílé, velké 3 až 5 cm, vyrůstají jednotlivě, jsou oboupohlavné, čtyřčetné, stopkaté a mají kalíšek tvořený čtyřmi šídlovitými lístky. Češule má v průměru asi 0,5 cm, odstálé lístky kalichu jsou vejčité, asi 1,5 cm dlouhé po obvodě pilovité a za plodu vytrvalé. Korunní lístky jsou bílé, okrouhlé či vejčité, asi 2 cm dlouhé a mají krátký nehtík. V květu je dále 30 až 60 krátkých tyčinek s bílými nitkami a žlutými prašníky, semeník složený ze čtyř plodolistů a čtyři čnělky s bliznami.
Po opylení květu hmyzem se vyvinou plody, což jsou asi 8 mm velké, hnědočerné, lesklé peckovice se zbytky vytrvalého kalichu. Jsou seskupené po třech až čtyřech v křehkém souplodí. Uvnitř peckovice je drobná, žlutobílá pecka kryjící semeno.

## Toxicita
Plody nejsou jedlé, jsou hořké a obsahují amygdalin, přírodní glykosid vyskytující se např. v mandlích či semenech meruněk a broskvoní. Po konzumaci většího množství plodů hrozí otrava kyanovodíkem, který vzniká v lidském organismu rozkladem amygdalinu na kyanid. Otrava se projevuje obtížným dýcháním, celkovou slabostí, bolesti břicha, křečemi, zvracením, dušnosti až kómatem.

## Rozmnožování
Keře se samovolně na větší vzdálenosti rozšiřují semeny, která po okolí roznášejí ptáci i drobní savci, do blízkého okolí prostým rozrůstáním kořenů. V zahradnické praxi je spolehlivější a rychlejší metodou letní množení řízky nebo dělením kořenů starších jedinců.
Růžovec zákulovitý nemá přirozených hmyzích nepřátel, ani běžně netrpí houbovými chorobami, proto se na některých příhodných místech ve Spojených státech amerických nekontrolovaně rozrůstá a vytváří rozměrné, husté porosty. Je proto v osmi státech USA považován za invazní rostlinu, která vytlačuje z krajiny původní vegetaci bylin a nižších keřů.